# Josep Lluís Barona i Vilar
Josep Lluís Barona i Vilar (València, 1955) és un historiador i professor valencià, catedràtic d'Història de la ciència a la Universitat de València. Després de 2017 és membre de l'Institut d'Estudis Catalans.

## Biografia
Alumne dels col·legis Alemany i Sant Josep dels jesuïtes, va estudiar Medicina a la ciutat de València. Abans de finalitzar la carrera va començar a especialitzar-se en psiquiatria amb la professora Carmen Leal. Va fer estudis de filosofia i va cursar el postgrau i doctorat en història de la ciència a l'Institut d'Estudis Documentals i Històrics sobre la Ciència (UVEG-CSIC). Fou deixeble del professor José María López Piñero, qui va dirigir les seues primeres investigacions sobre història de la psiquiatria i el seu doctorat sobre "La fisiologia experimental a la societat espanyola del segle XIX". Des del 1979 ha desenvolupat la carrera acadèmica com a docent i investigador d'història de la medicina i de la ciència a la Universitat de València.

## Formació acadèmica, docència i investigacions
Ha estat docent en història de la medicina i de la salut, història del pensament biològic i en els estudis de màster d'història de la ciència i comunicació científica, on ha impartit cursos d'historiografia i metodologia de la investigació, a més de dirigir el programa de doctorat en història de la ciència de la Universitat de València.
Durant els anys 1980 va treballar als Serveis Lingüístics de l'Organització Mundial de la Salut (Ginebra) al mateix temps que començava una línia d'investigació sobre els científics exiliats a la Guerra d'Espanya i ampliava estudis i investigacions a Alemanya Herzog August Bibliothek de Wolfenbüttel. En 1993 va ser Senior Visiting Fellow del Trinity College de la Universitat d'Oxford. En 1996 i 2013 va ser investigador convidat al Rockefeller Archive Center (New York) on va desenvolupar investigacions sobre els programes internacionals de salut pública de la fundació nord-americana. En 2001 va treballar a l'International Institute for Social History, Amsterdam (Holanda) sobre la cultura científica i el moviment obrer anarquista a Espanya. També ha estat professor visitant a la Wellcome Unit for the History of Medicine, Universitat d'Oxford, i al Departament d'Història de la Universitat de Bergen, Noruega (2007, 2008 i 2013). Guardonat com a investigador Salvador de Madariaga a l'Institut Universitari Europeu (Florència) en 2011 i 2015. Actualment és Guest Visitor a l'Institut d'Estudis Avançats en Ciència i Tecnologia de la Kumamoto University (Japó) (2016-2018).
Investigador principal d'una desena de projectes d'investigació, dirigeix el grup de recerca Sanhisoc/Health in Society al voltant de tres línies de recerca: la circulació del coneixement científic sobre salut i medicina a l'Europa contemporània, la història de la salut pública al segle XX i la gènesi de la sanitat internacional, així com la història de la nutrició. La salut al món rural i l'exili de científics republicans han estat arguments transversals de la seua investigació.

## Càrrecs acadèmics
Josep Lluís Barona va ser vicerector d'Estudis (1986-90) i vicerector de Relacions Exteriors (1990-92) de la Universitat de València, en els equips del rector Ramon Lapiedra. Ha ocupat així mateix els càrrecs de director del Patronat Sud-Nord i de la Fundació de la Universitat de València (1993-94); director del Departament d'Història de la Ciència i Documentació (1999-2000 i des de 2009-) i director de la Universitat d'Estiu de Gandia (2000-2001).

## Activisme sociocultural, publicacions acadèmiques i literàries
Col·labora habitualment en revistes culturals com ara L'Espill i Mètode, i escriu articles d'opinió a diaris com Levante-EMV, El País o Le Monde Diplomatique, i col·labora en premsa digital com ara Eldiario.es. Va ser president de la plataforma cívica Valencians pel Canvi entre 2008 i 2011.
La seua obra acadèmica inclou més de dos centenars d'articles i llibres en les sis llengües que coneix: castellà, anglès, francès, alemany, italià i català. Entre els seus llibres més recents: The Rockefeller Foundation, International Diplomacy and Public Health (London, Pickering & Chatto, 2015), La medicalización del hambre. Economía política de la alimentación en Europa, 1918-1960 (Barcelona, Icaria, 2014. From Hunger to Malnutrition. The Political Economy of Scientific Knowledge in Europe, 1918-1960 (Brussels, Peter Lang, 2013), The Problem of Nutrition. Experimental Science, Public Health and Economy in Europe, 1914-1945 (Brussels, Peter Lang, 2010), Making a New Countryside. Health Policies and Practices in European History ca. 1860-1950, editat amb A. Andresen i S. Cherry (Frankfurt, Peter Lang, 2010), La Salud y el Estado. La administración española y el movimiento sanitario internacional amb Josep Bernabeu (València, PUV, 2008).
Autor del relat de ficció El Universo y la Memoria (Valencia, Ruzafashow, 2009) i del llibre d'assaig Apunts del Natural. Del diari de notes entre 2003 i 2013 (Valencia, 2015).